# 绍兴路 (上海)
绍兴路是中國上海市黄浦区西部的一条街道，东西走向，东起瑞金二路，西至陕西南路。长480米。宽12.3米到18.5米。
绍兴路原名爱麦虞限路（Route Victor Emmanuel Ⅲ），1926年上海法租界公董局修筑，以意大利国王名命名。1943年汪精卫政权接收租界时改名绍兴路。
绍兴路沿路传统上为住宅区，著名住宅包括5号朱季琳（南市华商电气公司和合众轮船公司董事长）住宅，9号（今上海昆剧团）、18弄金谷村、74号张群住宅（今上海文艺出版社）。

## 交会道路（东向西）
- 瑞金二路
- 陕西南路